# Deilbachtal (Velbert)
Das Naturschutzgebiet Deilbachtal (Velbert) liegt auf dem Gebiet der Stadt Velbert im Kreis Mettmann in Nordrhein-Westfalen.
Das ca. 65 ha große Gebiet mit der Kennung ME-010 liegt östlich des Kerngebietes von Velbert. Das Naturschutzgebiet erstreckt sich 4,4 km entlang der linken Seite des Deilbaches vom südlichen Ortsrand von Langenberg (Rheinland) bis zum Fettenberger Weg bei Brüggen (Wuppertal). Dort grenzt  das ca. 62 ha große Deilbachtal (Wuppertal)  mit der Kennung W-018 an. Am rechten Ufer des Deilbaches, in dessen Mitte hier die Grenze zwischen dem Kreis Mettmann und dem Ennepe-Ruhr-Kreis verläuft, liegt das ca. 28 ha große Naturschutzgebiet Deilbachtal (Ennepe-Ruhr-Kreis) mit der Kennung EN-013.

## Beschreibung
Das Fachinformationssystem des Landesamtes für Natur, Umwelt und Verbraucherschutz in NRW beschreibt das Gebiet wie folgt:

„Das Wiesental des Deilbaches besitzt eine Breite zwischen 100 und 200 m, der Deilbach selbst ist ein ca. 3 m breiter, schnell fließender Bach. Er ist gekennzeichnet durch einen geschlängelten-mäandrierenden Verlauf in einem noch weitgehend naturnahen Bachbett, das fast durchgehend von Ufergehölzen gesäumt ist. Die Talsohle besteht aus großflächigen frischen bis feucht-nassen Wiesen und Weiden, die nur stellenweise durch Gehölze oder Hochstaudenfluren weiter strukturiert werden. Wertbestimmend ist ein Mosaik von teils großflächigem und noch artenreichem Feuchtgrünland, in dem z. B. öfters noch das Wasser-Greiskraut anzutreffen ist. Im Bereich des Hauses Deilbachmühle wird die Aue von einem Garten und einem Löschteich eingenommen. Wenig weiter oberhalb gibt es einen in einen Feuchtgrünlandkomplex eingebundenen größeren naturnahen Teich (ggf. ehemaliger Mühlteich?), der über flache, binsenbestandene Ufer verfügt. (…) Wichtige Nebenbäche sind der im Norden einmündende Windrather Bach (ebenfalls Erlen- gesäumter Bach mit Wiesental) und der im Südwesten einmündende und in das NSG einbezogene Kahlenbach. Hier finden sich ausgedehnte alte Buchenwälder entlang der z. T. steilen Hänge des Kahlenberges. Sie weisen typischerweise eine schwach ausgebildete Strauchschicht, in der Ilex dominiert, sowie eine ebenfalls kaum ausgebildete Krautschicht auf. An quelligen Standorten im Wald finden sich kleinflächige Quellsümpfe. Weitere Talhänge sind mit Birken-Eichen-Mischwäldern bestanden. Am Kahlenbach grenzt teils ein bachbegleitender Erlenwald an. Aufgrund der Verzahnung verschiedener Teillebensräume stellt das Deilbachtal mit Kahlenbach-Nebental einen wertvollen Lebensraum für zahlreiche z. T. seltene Tier- und Pflanzenarten dar. Die besondere Schutzwürdigkeit resultiert aus der Funktion und Bedeutung als Lebensraum für mehrere gefährdete oder im Rückgang begriffene Pflanzen- und Tierarten, als Lebensraum für an saubere Fließgewässer gebundene Organismen, Brutrevier einer reichhaltigen Avifauna und als Standort für stark gefährdete Biotoptypen, insbesondere Feuchtwiesen.“

Im Naturschutzgebiet ist eine große Zahl seltener und besonders geschützter Pflanzen- und Tierarten heimisch. Hier seien bei den Pflanzenarten hervorgehoben: Kuckucks-Lichtnelke (Lychnis flos-cuculi), Wasser-Greiskraut (Senecio aquaticus), Sumpf-Schafgarbe (Achillea ptarmica) und Sumpf-Schwertlilie (Iris pseudacorus). Bei den Tierarten ist das auf Wuppertaler Gebiet größte Vorkommen der Groppe (Cottus gobio) herausragend, deren Schutz auch überregionale Bedeutung besitzt. Aber auch Bachforelle (Salmo trutta fario), Eisvogel (Alcedo atthis), Gebänderter Feuersalamander (Salamandra salamandra terrestris), Wasseramsel (Cinclus cinclus), Wasserspitzmaus (Neomys fodiens), Zweigestreifte Quelljungfer (Cordulegaster boltonii) und Mädesüß-Perlmutterfalter (Brenthis ino) sind hier heimisch.

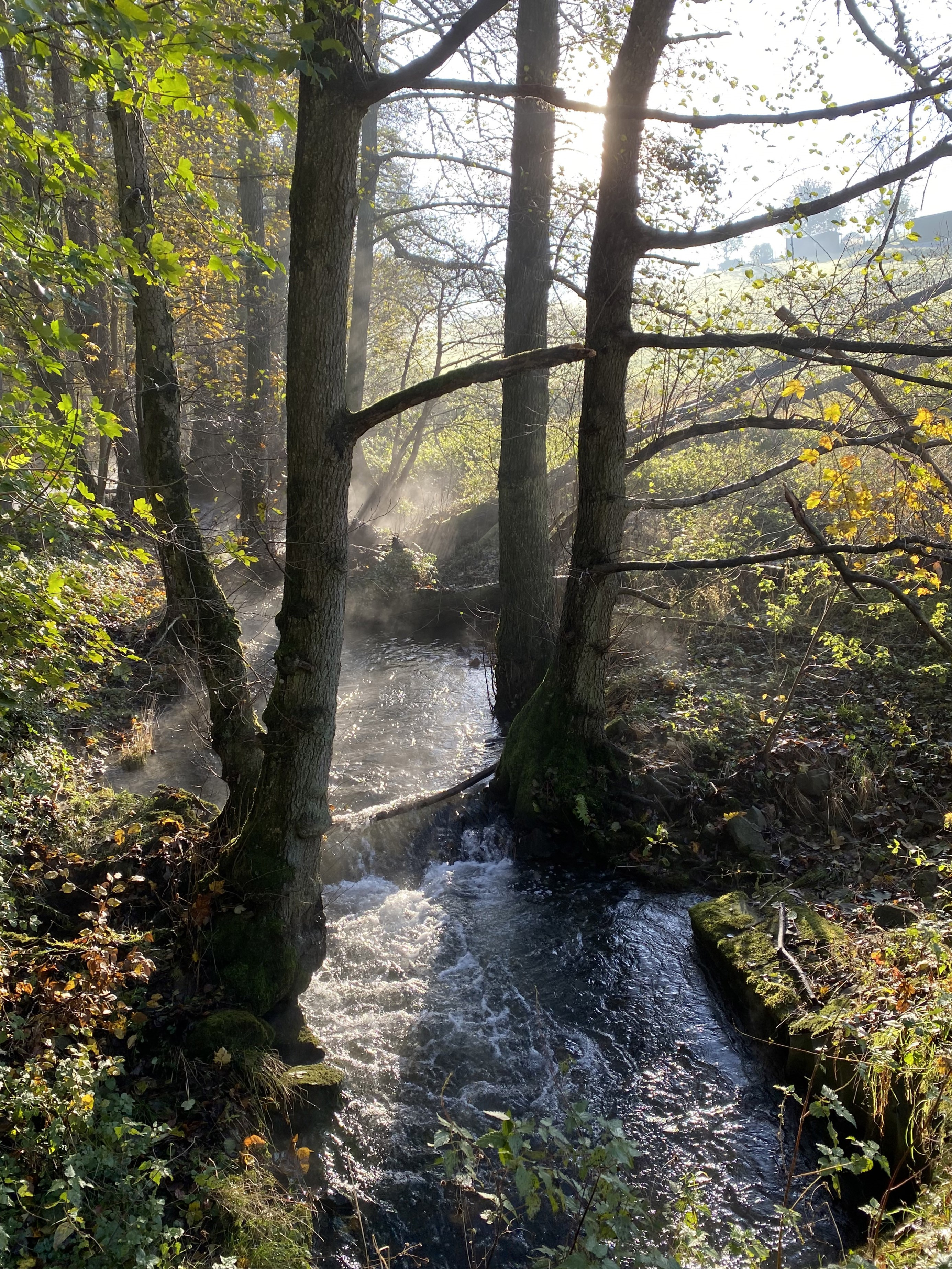
Deilbach am Deilbachweg (Brücke)
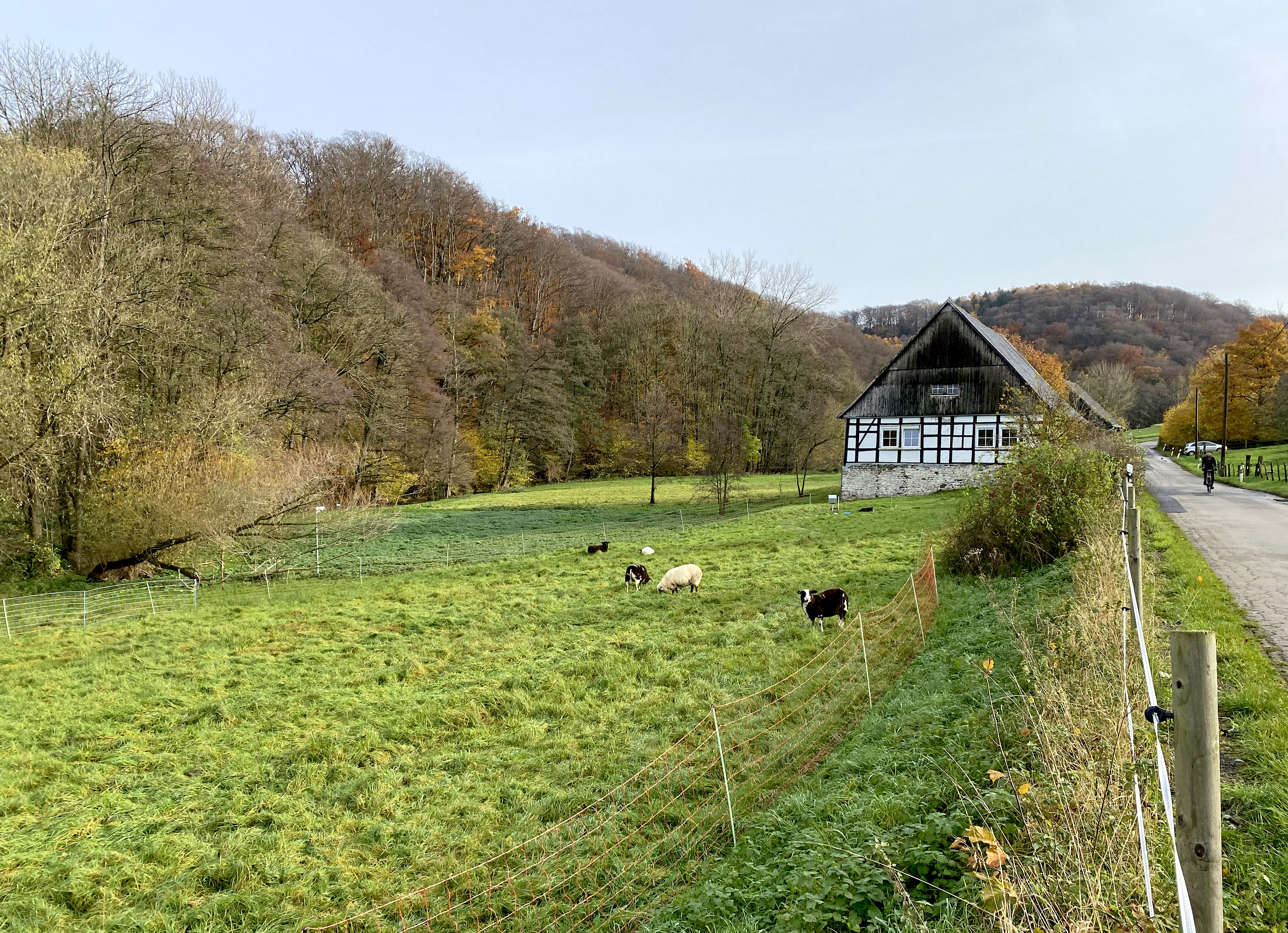
Schafweide im Deilbachtal – Schnapp
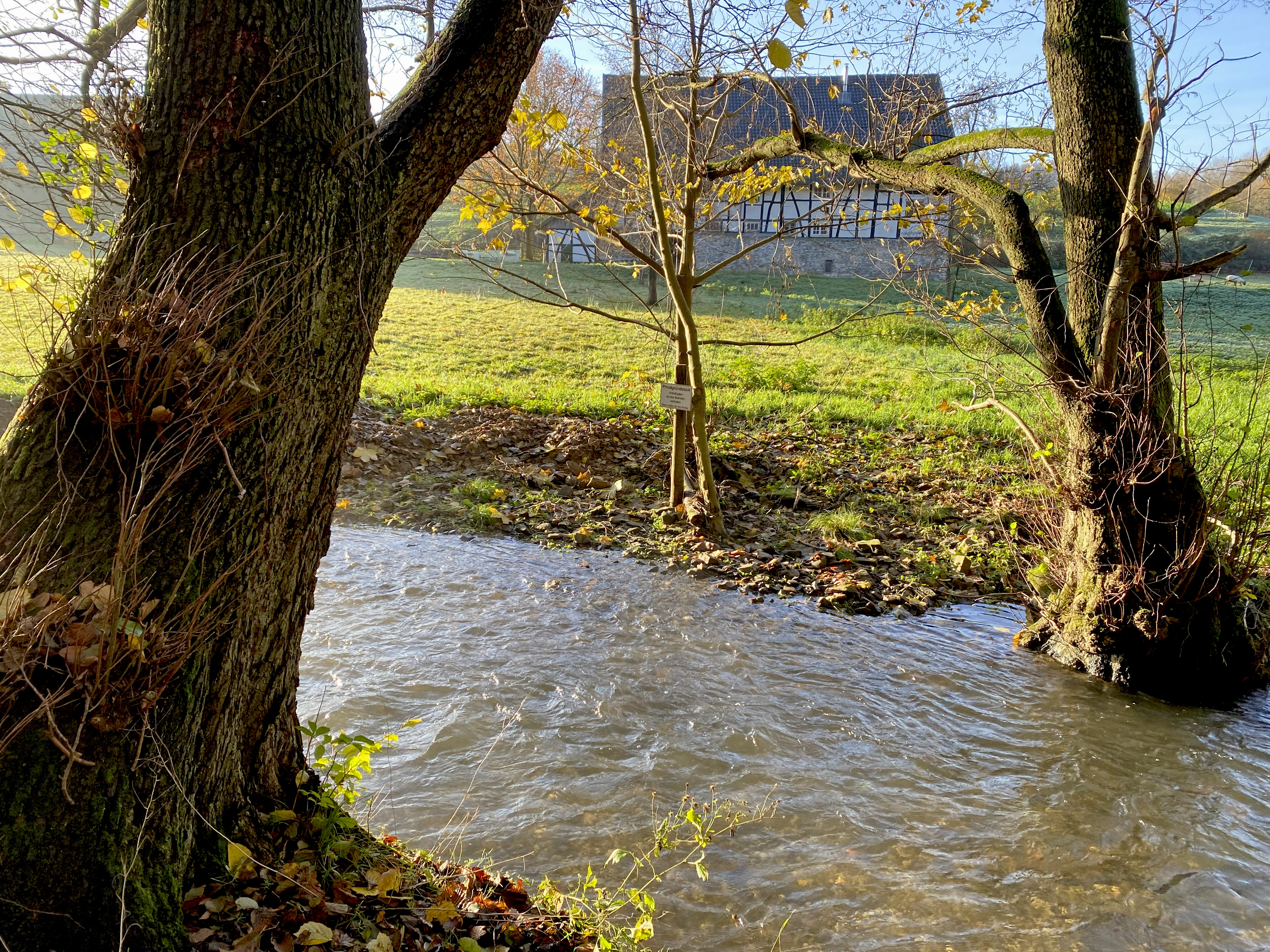
Deilbach wird von Ufergehölz gesäumt
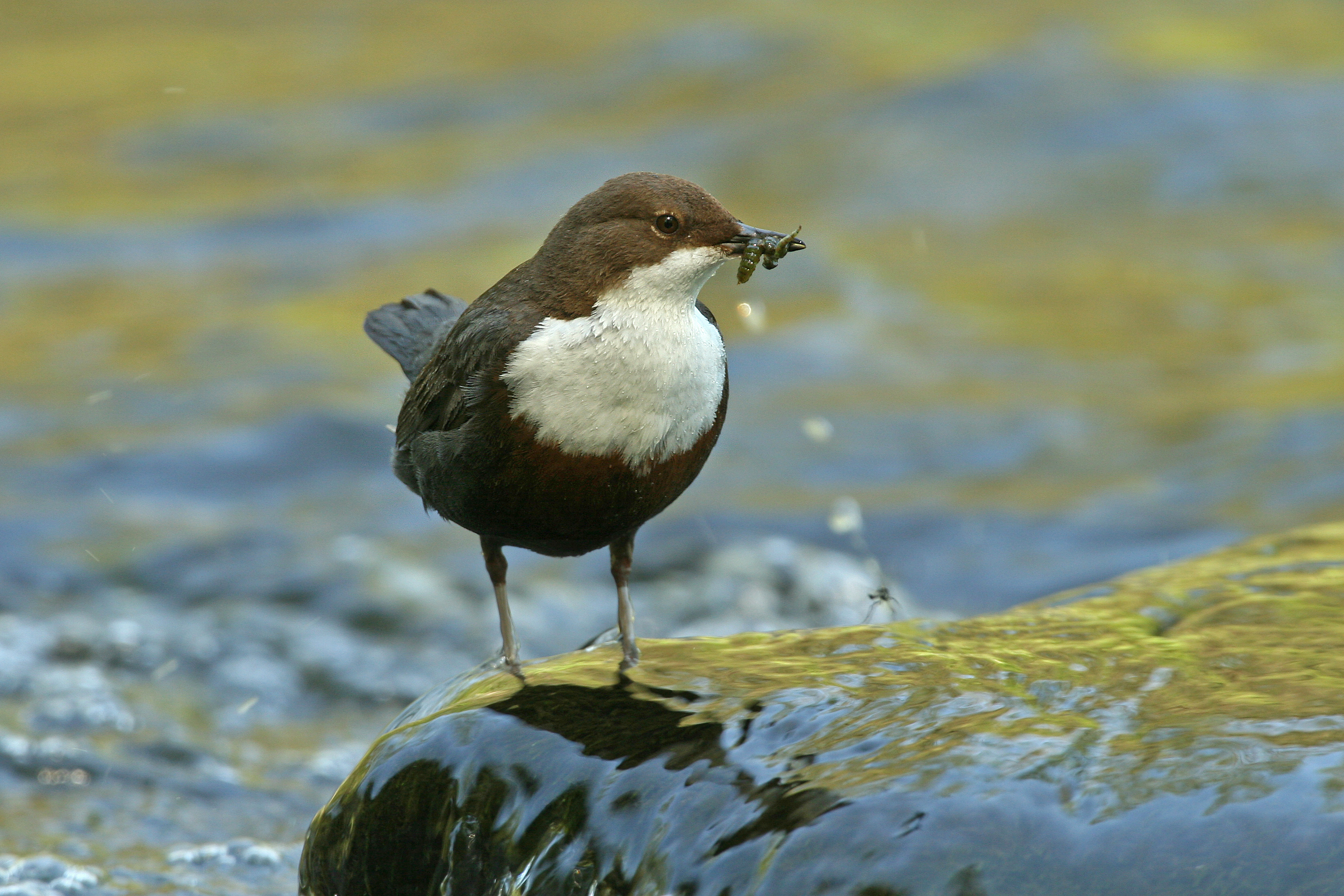
Wasseramsel (Cinclus cinclus) findet im Deilbach Nahrung
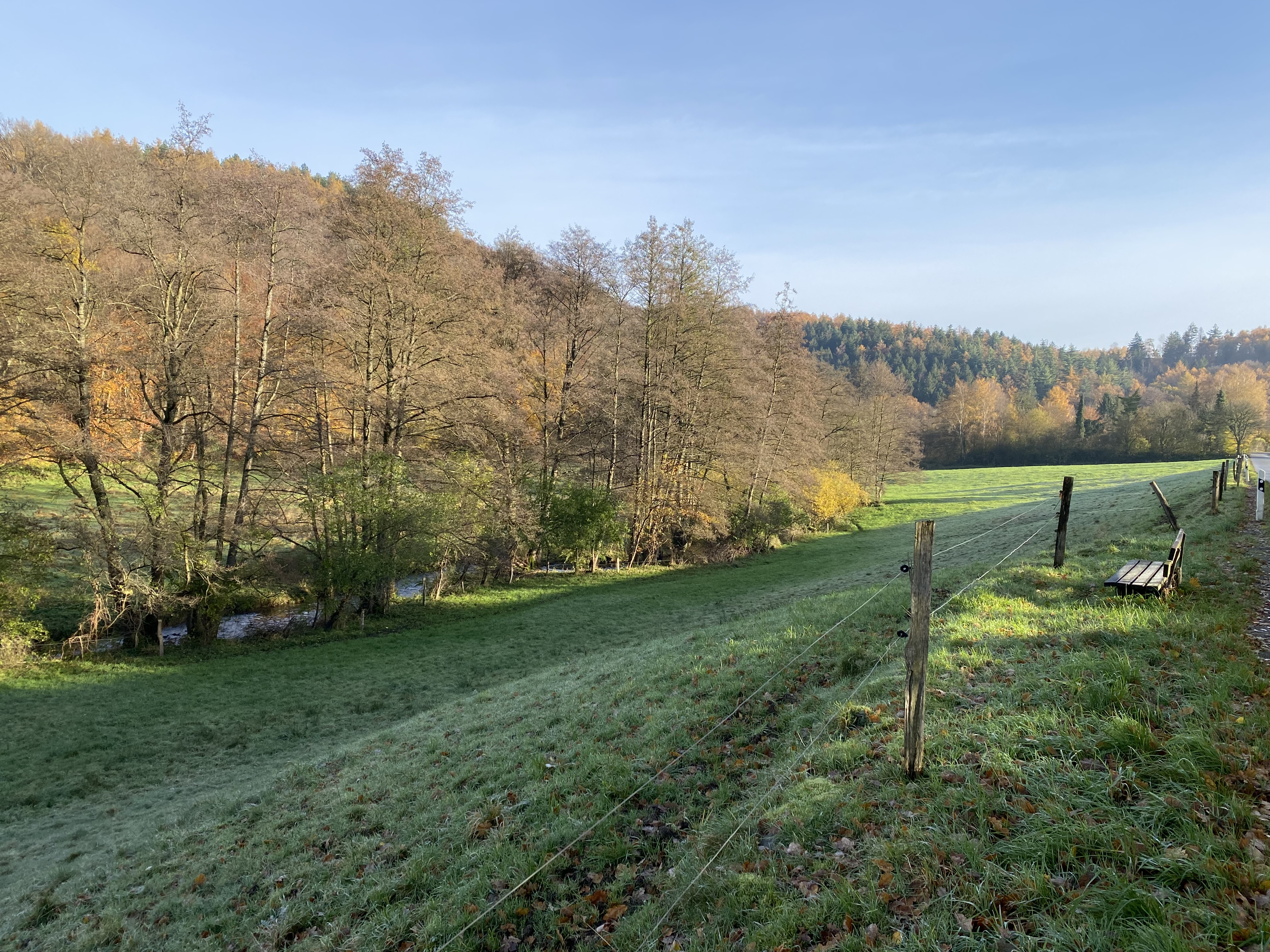
Weideland zwischen Deilbachstraße und Bach
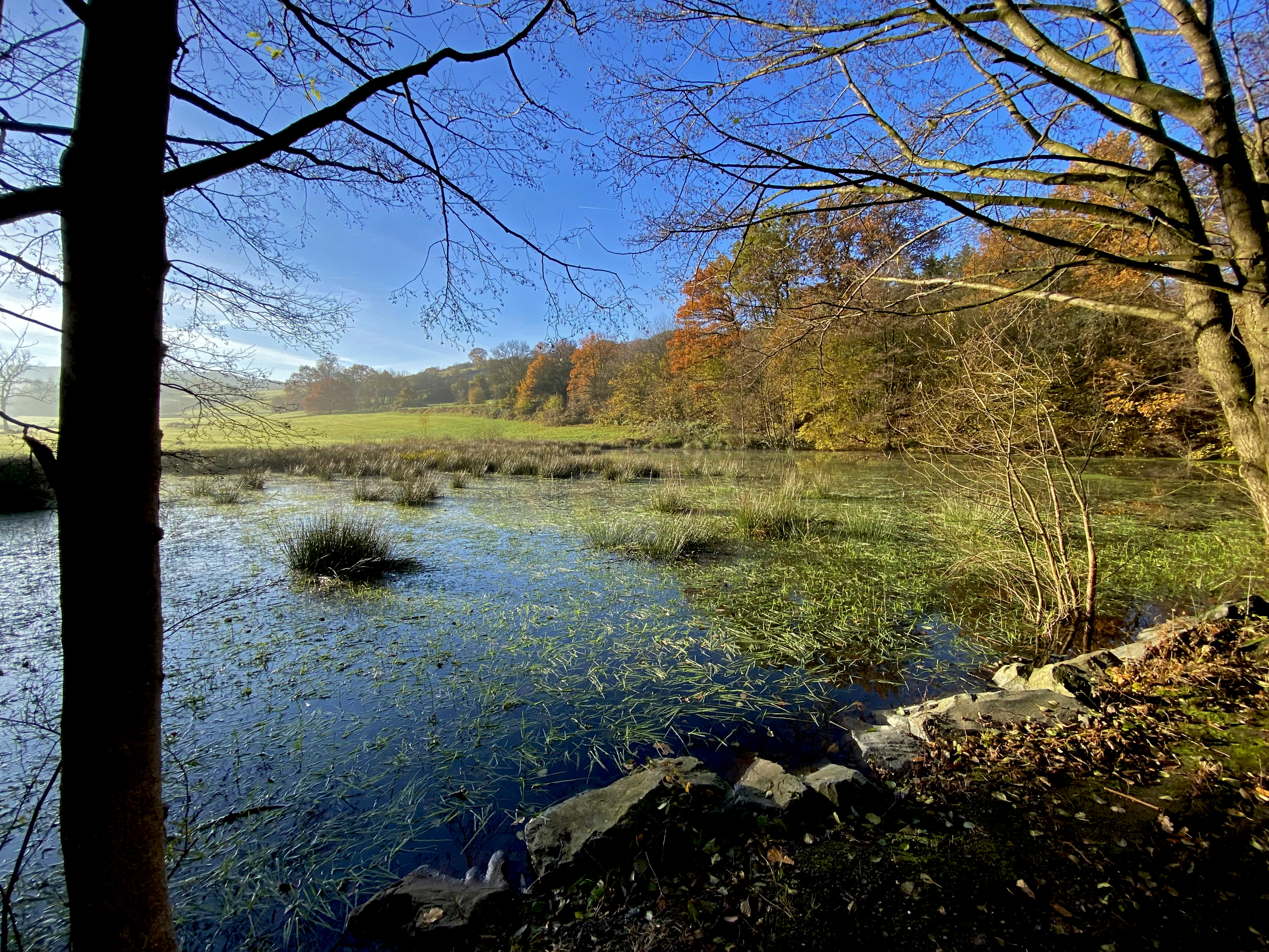
Naturnaher Teich in der Talaue
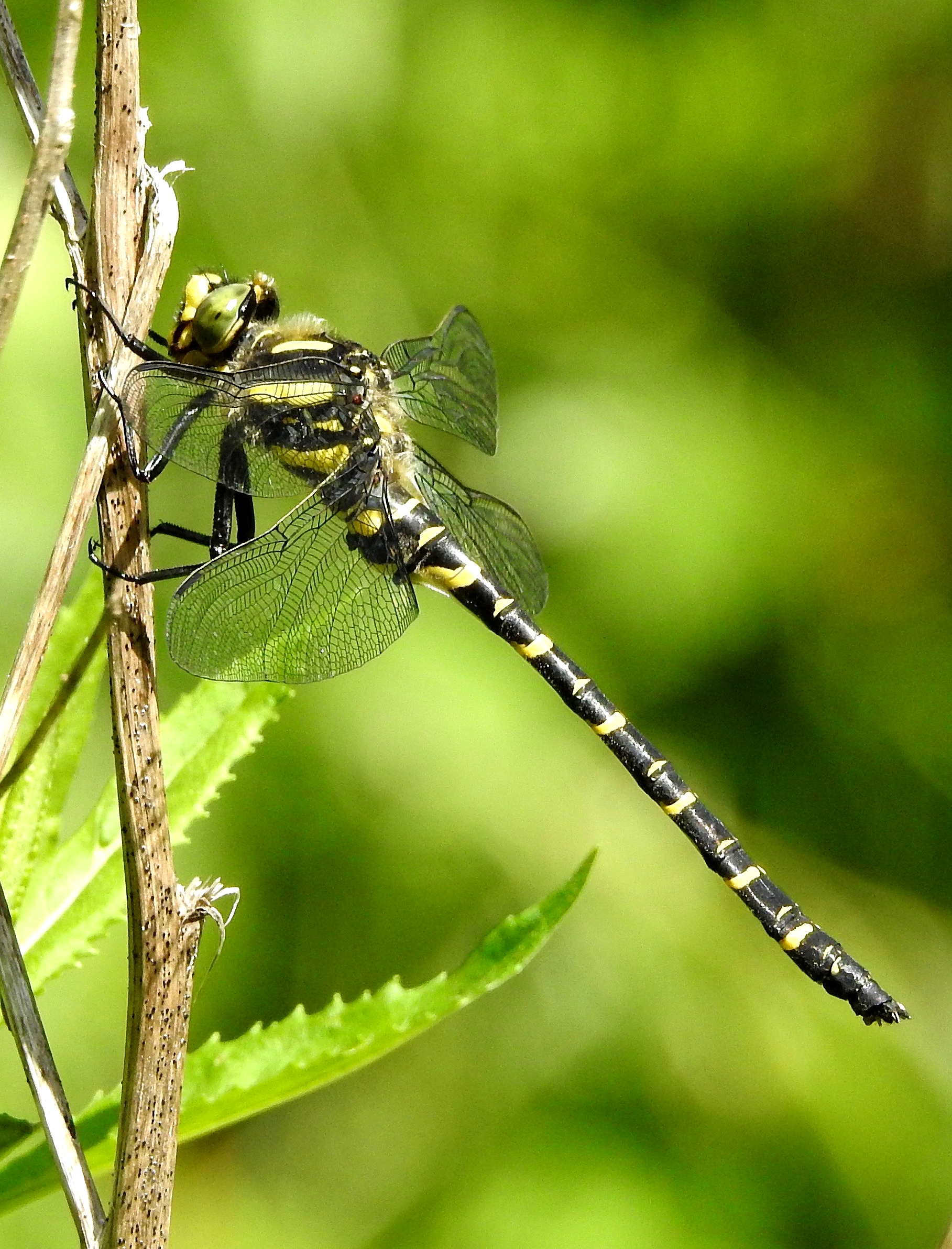
Zweigestreifte Quelljungfer – selten – aber im NSG heimisch
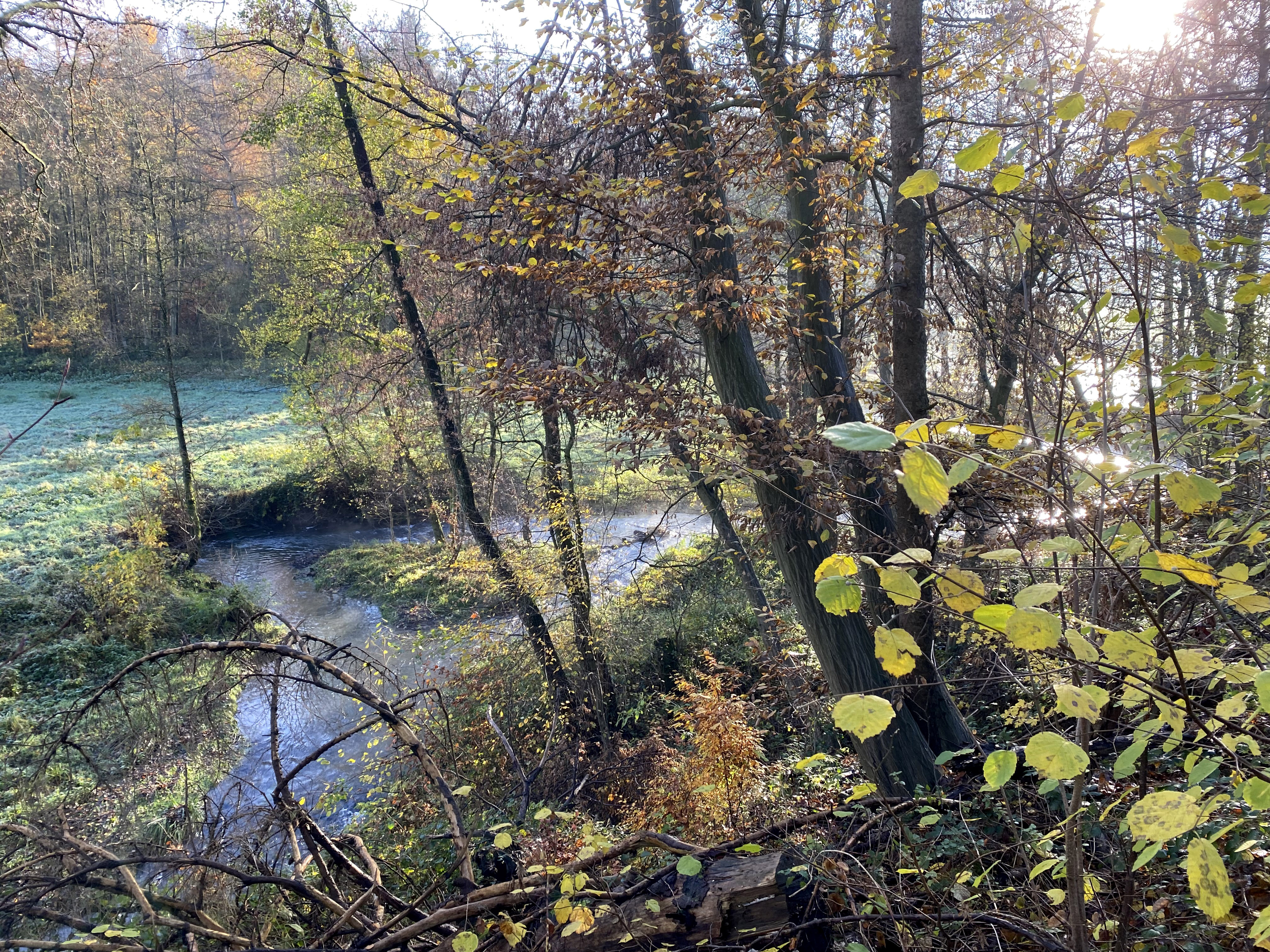
Deilbach mäandert und bildet Schotterinseln
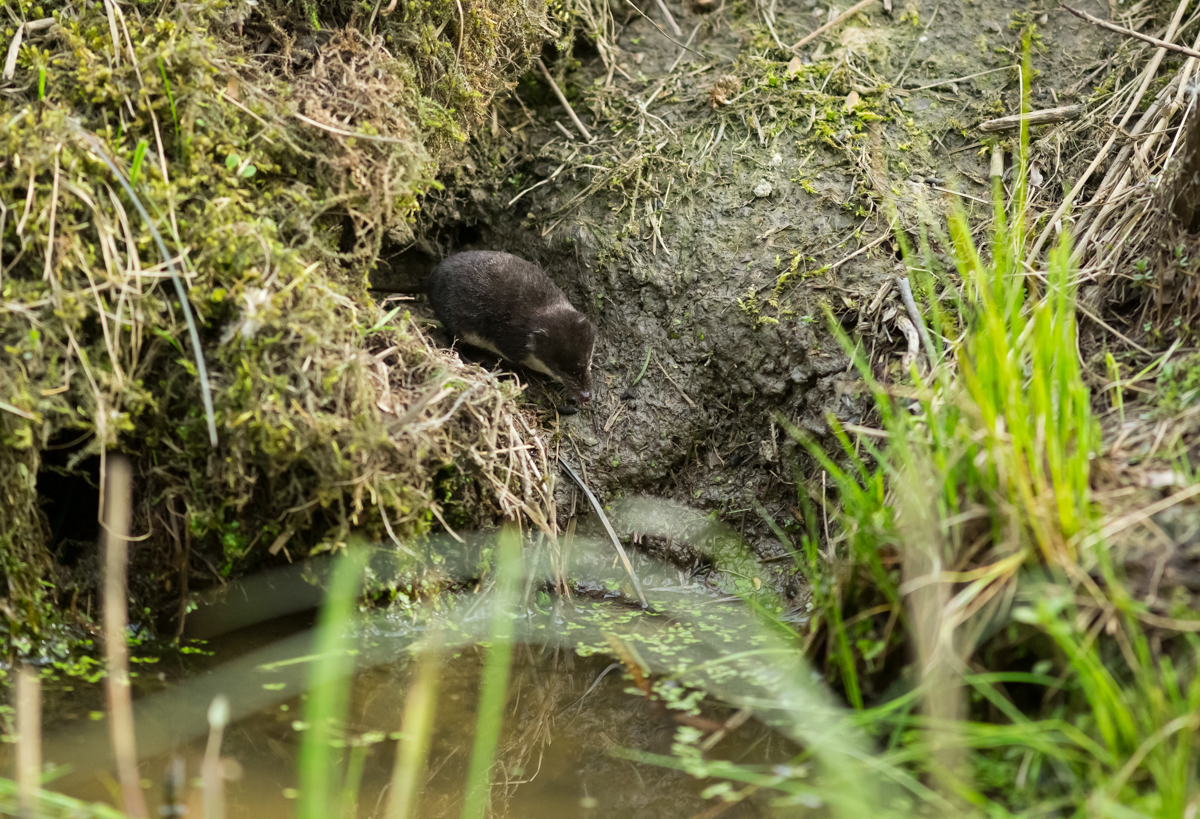
Wasserspitzmaus (Neomys fodiens)
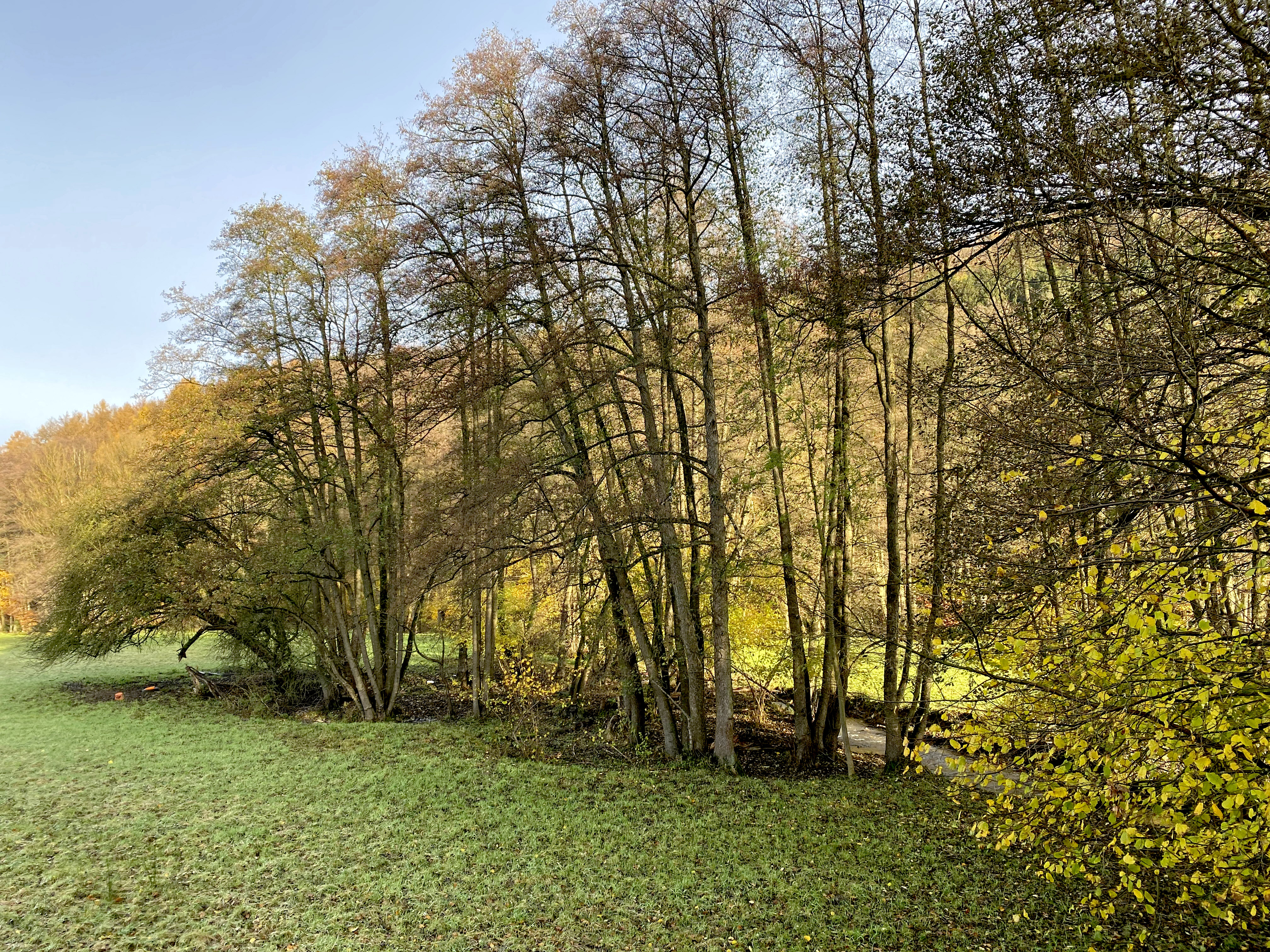
Windrather Bach mündet in den Deilbach